# Tajma (Arabia Saudyjska)

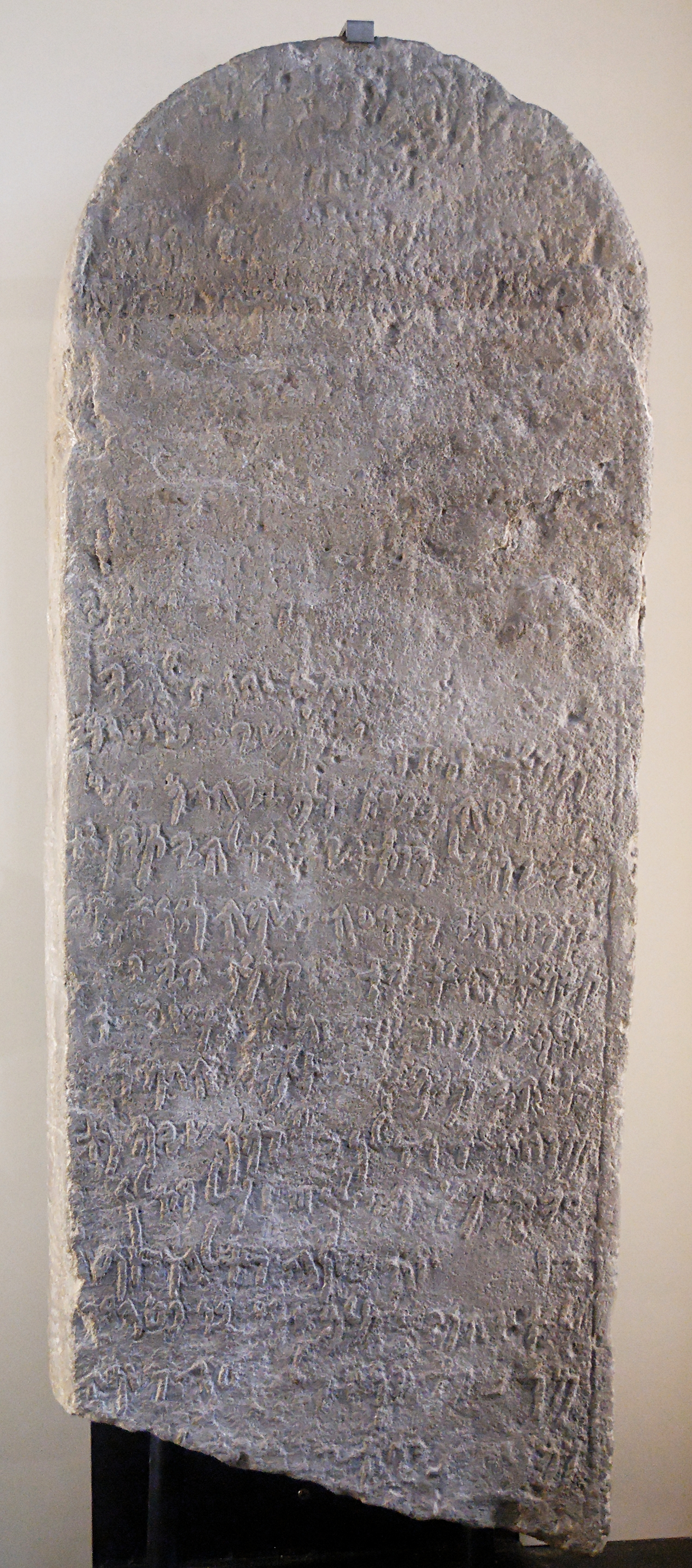
Tzw. „kamień z Tajmy” – stela z piaskowca z aramejską inskrypcją dotyczącą wprowadzenia do Tajmy kultu nowego bóstwa; VI w. p.n.e.; znaleziona w Tajmie; zbiory Luwru (AO 1505)

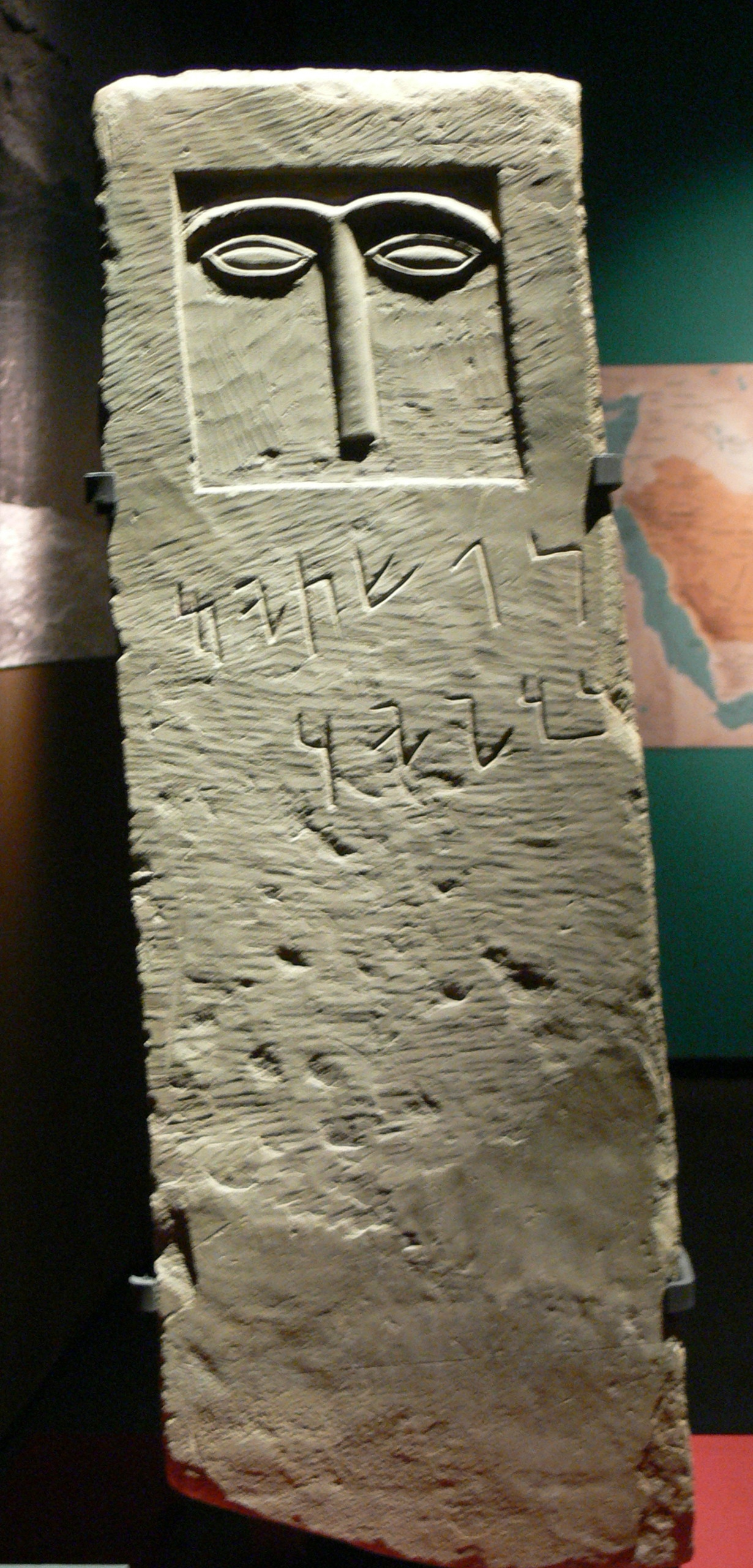
Stela z piaskowca z aramejską inskrypcją; V–IV w. p.n.e.; znaleziona w Tajmie; zbiory muzeum w Tajmie

Tajma (arab. تيماء, Taymāʾ), starożytna Tema (akad. uruTe-ma-a; aram. tymn; hebr. תֵּימָא, Tema’) – duża oaza i miasto w prowincji Tabuk w Arabii Saudyjskiej, w północno-zachodniej części Półwyspu Arabskiego; w starożytności ważne miejsce przystankowe na głównym szlaku karawanowym, tzw. „drodze kadzidłowej”, wiodącej wzdłuż zachodnich wybrzeży Półwyspu Arabskiego; wzmiankowana kilkukrotnie w Biblii (Hi 6:19; Iz 21:14; Jr 25:23); znana głównie z tego, iż za rządów babilońskiego króla Nabonida (556–539 p.n.e.) na dziesięć lat stała się jego królewską siedzibą.

## Historia
Najwcześniejsze świadectwa zasiedlenia oazy pochodzą z końca II tys. p.n.e. (tzw. ceramika malowana typu kurajja). W źródłach pisanych wzmiankowana jest po raz pierwszy w rocznikach asyryjskiego króla Tiglat-Pilesera III (744–727 p.n.e.), który ok. 733 r. p.n.e. pokonać miał w tym regionie plemiona arabskie rządzone przez królową Samsi. Te i inne źródła z tego okresu wskazują, że mieszkańcami północnej Arabii byli wówczas nomadyczni hodowcy zwierząt, którzy stali się bogaci i wpływowi dzięki swej kontroli nad szlakami handlowymi. Zdaniem niektórych naukowców w Temie znajdować się już mogło w tym czasie niewielkie, otoczone murem miasto, ale teza ta jest podważana przez innych badaczy.
Tema szczególnego znaczenia nabrała w połowie VI w. p.n.e., kiedy to Nabonid, ostatni król państwa nowobabilońskiego, postanowił uczynić z niej swą oficjalną rezydencję. Powody tej decyzji nie są znane. Najprawdopodobniej chodziło tu o chęć przejęcia kontroli nad lukratywnymi szlakami handlowymi, choć nie wyklucza się też powodów religijnych, jako że oaza ta była ważnym centrum kultowym boga księżyca Sina, którego Nabonid był żarliwym czcicielem. W trakcie swego dziesięcioletniego pobytu w Temie Nabonid wybudować miał tam dla siebie pałac, a całe miasto otoczyć murem obronnym. Za rządów Achemenidów (539–331 p.n.e.) miasto rozwijało się, rywalizując najprawdopodobniej z sąsiednią oazą Dedan (wsp. Al-Ula), później jednak, w czasie istnienia królestwa Nabatejczyków (I w. p.n.e. – II w. n.e.), zostało usunięte w cień przez Hegrę (wsp. Mada’in Salih). Sądząc ze wzmianek w dziełach takich muzułmańskich autorów jak Al-Istachri i Al-Mukaddasi Tema pozostawała ważnym miastem jeszcze w średniowieczu, ale później bardzo straciła na znaczeniu i nie budziła zbytniego zainteresowania Europejczyków odwiedzających Arabię w początkach XIX wieku.

## Badania
Pierwszym znanym podróżnikiem z Zachodu który opisał Tajmę był Charles Doughty, który odwiedził tę oazę w 1877 roku (Travels in Arabia Deserta, Cambridge 1888). W 1883 roku Tajmę odwiedzili Charles Huber i Julius Euting, którzy wysłali odnalezioną tam aramejską stelę, znaną jako „kamień z Tajmy”, do Luwru. Następnie oaza przebadana została kolejno przez Antonina Jaussena i Raphaela Savignaca, którzy skopiowali wiele z odkrytych tam inskrypcji (Mission archéologique en Arabie, 2 tomy, Paris 1909–1914), H. St. Johna Philby’ego (The Land of Midian, London 1957) oraz Fredericka V. Winnetta i Williama L. Reeda, których książka (Ancient Records from North Arabia, Toronto 1970) jest jak na razie najlepszym źródłem informacji o historii Tajmy. Od 1979 roku prace wykopaliskowe na stanowisku prowadził Saudi Arabian Antiquities Department. W 2004 roku wykopaliska w Tajmie rozpoczął zespół archeologów z Saudi Commission for Tourism and Antiquities w Rijadzie i Niemieckiego Instytutu Archeologicznego w Berlinie.
Najbardziej rzucającymi się w oczy pozostałościami starożytnej Temy są długie linie rozpadających się murów kamiennych otaczających nieregularny obszar o powierzchni ok. 8 km². Teren ten nigdy nie był w całości zabudowany, co wskazuje, iż otaczające go mury nie pełniły funkcji murów miejskich. Wydaje się, iż ich główną funkcją była ochrona pól i systemów nawadniających znajdujących się w ich obrębie. Główne osiedle reprezentuje najprawdopodobniej mały tell leżący w pobliżu współczesnej autostrady Tabuk – Medyna. W ruinach budowli na jego szczycie odnaleziono górną część steli z przedstawieniem Nabonida i symboli boskich: słońca, księżyca i gwiazdy. Pod przedstawieniem znajdowała się inskrypcja klinowa, ale zachował się tylko niewielki jej fragment, w którym wzmiankowane są kamienie półszlachetne – lapis-lazuli i karneol. Inskrypcja ta jest pierwszą inskrypcją klinową odnalezioną w Arabii Saudyjskiej.
Skupiska budynków (tzw. compounds) znajdowały się również w innych miejscach otoczonego murami obszaru, a ich ruiny są często wciąż widoczne. Trzy z takich skupisk budynków zostały częściowo odsłonięte w trakcie wykopalisk. W jednym z nich, znanym pod nazwą Kasr al-Hamra, odnaleziono szereg pomieszczeń stanowiących być może część pałacu. W jednym z tych pomieszczeń, bez wątpienia sanktuarium, odnaleziono kamienne stoły ofiarne, kamień z rzeźbionymi motywami religijnymi oraz aramejską stelę podobną do „kamienia z Tajmy”. Początkowo sanktuarium to datowano na okres nowobabiloński, ale obecnie wydaje się bardziej prawdopodobne, iż pochodzi ono z okresu panowania Achemenidów.